# Mistrzostwa Polski w piłce siatkowej kobiet (1931)
Mistrzostwa Polski w piłce siatkowej kobiet 1931 – 3. edycja rozgrywek o mistrzostwo Polski w piłce siatkowej kobiet. Rozgrywki miały formę turnieju rozgrywanego w Krakowie. W turnieju mogły wziąć udział drużyny, które zwyciężyły w eliminacjach okręgowych.

## Rozgrywki
Uczestniczące w mistrzostwach drużyny grały systemem "każda z każdą".
 Wyniki meczów
| Data       | Drużyna 1    | Wynik | Drużyna 2   | Sety          |
| ---------- | ------------ | ----- | ----------- | ------------- |
| 28.06.1931 | AZS Warszawa | 1:0   | HKS Łódź    | 30:24 (15:10) |
| 28.06.1931 | AZS Warszawa | 1:0   | YMCA Kraków | 30:10 (15:5)  |
| 28.06.1931 | HKS Łódź     | 1:0   | YMCA Kraków | 30:28 (13:15) |

## Skład drużyny mistrza Polski
AZS Warszawa: Zdzisława Wiszniewska, Janina Werner, Alicja Piotrowska, Barbara Cegielska, Zeneida Anacka, Halina Bielecka, Edyta Holfeierówna.

## Klasyfikacja końcowa
| Miejsce | Drużyna      | Zwycięstwa | Sety | Punkty |
| ------- | ------------ | ---------- | ---- | ------ |
| złoto   | AZS Warszawa |            |      |        |
| 2.      | HKS Łódź     |            |      |        |
| 3.      | YMCA Kraków  |            |      |        |